# Буянт-Гол
Буянт гол — річка у Західній Монголії, притока річки Кобдо. Витоки розташовані у горах монгольського Алтаю. Довжина 218 кілометрів, площа басейну 8350 км кв. На березі річки розташовано місто Кобдо.